# リオネッロ・マンフレドーニア
リオネッロ・マンフレドーニア（Lionello Manfredonia、1956年11月27日 - ）は、イタリア出身の元同国代表の元サッカー選手。ポジションはMF。

## 経歴
19歳の時、SSラツィオでリベロとしてプロデビュー。イタリアU-21代表を経て、1977年にイタリアフル代表に選出され、ワールドカップ・アルゼンチン大会に参加したが、エンツォ・ベアルツォットとの仲違いにより、代表から外れ、イタリア代表での出場機会は僅か4試合に終わった。1980年、トトネロスキャンダルに巻き込まれ逮捕され、3年半の出場停止を言い渡された。1982年のワールドカップ優勝による恩赦で、1982-83シーズンに複帰した。そのシーズン、チームのセリエAに貢献したが、1984-85シーズンに再びセリエB降格が決まると、1985-86シーズン、ユヴェントスへ移籍した。1985年のインターコンチネンタルカップ、アルヘンティノスとの対戦でも先発出場して優勝を果たした。このシーズン、リーグ優勝も果たした。1986-87シーズン、公式戦9y得点を挙げる活躍を見せたが、1987-88シーズンにASローマに移籍、この移籍は大きな驚きをもって受け止められると共に、ラツィオファンたちから非難された。

## 所属クラブ
- 1975年-1985年  SSラツィオ
- 1985年-1987年  ユヴェントス
- 1987年-1989年  ASローマ

| スタブアイコン | サブスタブ | この項目は、まだ閲覧者の調べものの参照としては役立たない、サッカー選手に関連した書きかけの項目です。この項目を加筆・訂正などしてくださる協力者を求めています（P:サッカー/PJ:サッカー選手/PJ:女子サッカー）。 |